# 破案率
破案率，指警察機關或相關執法機關成功偵破案件的數目與收到報案數目的比例。

## 統計數字
根據2009年破案率上的比較：
- 香港警務處：46%[1]
- 紐約市警察局：35%
- 日本警察廳：33%
- 洛杉磯警察局：25%
- 倫敦警察廳：21%[2][3]